# 翁茂南
翁茂南（1464年—？），字朝梁，福建興化府莆田縣横石塘尾人，軍籍，明朝政治人物。

## 生平
天顺八年（1464年）十二月初十日生，行三。成化二十二年（1486年）丙午科福建鄉試第五十五名。弘治六年（1493年）癸丑科進士。授南京大理寺评事，升寺副，弘治十五年（1502年）九月迁广西按察司佥事，分巡桂林，调山东。正德四年（1509年）八月，升广东布政使司左参议，正德六年（1511）正月，迁广西按察司副使，平盗有功，曾捐俸修建宣城书院。正德九年（1514年）正月转贵州按察使，五月调广西。正德十一年（1516年）五月，升广东右布政使。正德十五年（1520年）六月致仕归里。

## 紀念
弘治十四年，知府陈效在黄石塘尾为時任大理寺副的翁茂南立“进士坊”。

## 家族
曾祖翁仕勤；祖父翁伯明；父翁師夷，義官。母陳氏；繼母吳氏；繼母郭氏。慈侍下。從兄翁淕（贡士）、景龄（驿丞）、茂樟、翁泗（监生）。弟茂杞。